# Suicídio de Celestino Netinho

Íntegra da carta de suicídio deixada por Netinho, publicada pelo jornal O Globo em sua edição do dia 17 de maio de 1990.

O suicídio de Celestino Netinho se refere ao caso de suicídio ocorrido em maio de 1990 e cometido por Celestino José Rodrigues Neto (1976-1990), então aluno do Colégio Militar do Rio de Janeiro. Netinho, como era mais conhecido, cometeu o suicídio dois dias após ter sido humilhado publicamente no Colégio Militar do Rio de Janeiro, por supostamente ter colado numa prova de geografia.

## Contexto
Aos 14 anos de idade o "Netinho" cursava a oitava série do referido estabelecimento de ensino castrense e, portanto, realizava o seu curso médio regularmente. Em 1990, ao fazer uma prova de geografia, foi acusado de consultar um livro e com base nesse fato recebeu uma pena de suspensão de seis dias.
Não satisfeita, a direção do colégio mandou reunir o corpo discente no pátio e através de um capitão-instrutor (capitão Costa Vaz) procedeu-se a humilhação pública do adolescente, fato agravado pela presença da mãe do aluno no local.
Dois dias depois da iniquidade o menino se suicidou, após escrever uma carta pedindo desculpas à genitora, sinal dos seus bons sentimentos e caráter.
Em nota da época, a seção de relações públicas do Exército informou que a "cola" era uma transgressão disciplinar passível de expulsão do aluno do colégio, assim como o namoro e o uso de drogas.
O evento foi muito noticiado pela imprensa por se tratar do suicídio de um jovem aluno do Colégio Militar. Na época, o jornal O Globo trouxe a manchete "Humilhado, aluno do Colégio Militar se mata", e dizia que "as regras disciplinares do Colégio Militar são velhas e ultrapassadas, da época de Napoleão; e por isto, a instituição está parada no tempo."